# Квијетизам
Квијетизам (франц: quiétisme, од лат: quietus — спокојан) је хришћанско мистичко учење, које заступа тезу о потпуном затомљивању воље или било каквих тежњи и потреби мирне контемплације о бити света, односно Бога.
Оснивачем овог учења се сматра шпански свештеник Молинос. Он у свом делу „Духовни водич“ (Guida spirituale) захтева задубљивање духа у тиху молитву, потпуно пасивно мировање душе, која се у том мировању потпуно препушта Богу. Тако се, по њему, може постићи одвраћање од чулног света, који је извор греха. Француски двор испословао је код папе да се Молинос одрекне својих заблуда и да га затворе у самостан. Но, квијетизам тиме није угушен, већ се даље ширио. Нов подстицај дао му је Фенелон својим списом "Explication des maximes des Saints sur la vie interieure", али је Босјуе испословао да папа 23 поставке из те књиге прогласи заблудама.
Овакво схватање живота је присутно и у разним филозофским и аскетским традицијама, нпр. у будизму и мистицизму. Делимично га заступа и Артур Шопенхауер у својој науци о одрицању воље за животом.

## Популарна литература
- Чекајући Годоа[2]